# Chaja Hararit
Chaja Hararit (hebrejsky חיה הררית‎, v anglickém přepisu Haya Harareet; 20. září 1931, Haifa – 3. února 2021) byla izraelská herečka, jejíž nejvýznamnější rolí byla postava Ester v oscarovém velkofilmu Ben Hur (1959), v němž ztvárnila partnerku Charltona Hestona.

## Biografie
Narodila se v Haifě v britské mandátní Palestině (od roku 1948 součást Izraele). Hereckou kariéru zahájila v roce 1955 ve snímku Giv'a 24 Eina Ona. O tři roky později se objevila v italském filmu Žena, o které se mluví. Její nejvýznamnější rolí se stala postava Ester ve velkofilmu Ben-Hur (1959), který získal celkem 11 Oscarů.
V 60. letech se objevila v šesti dalších snímcích. Její filmová kariéra však byla krátká a skončila již roku 1964. Jejím manželem byl britský filmový režisér Jack Clayton, který zemřel v únoru 1995. Žila v hrabství Buckinghamshire ve Spojeném království, kde také zemřela.

## Filmografie
- Giv'a 24 Eina Ona (1955)
- Žena, o které se mluví (1958)
- Ben-Hur (1959)
- The Secret Partner (1961)
- L'Atlantide (1961)
- Journey Beneath the Desert (1961)
- The Interns (1962)
- The Last Charge (1962)
- L'ultima carica (1964)